# 安东尼·怀尔丁
安东尼·怀尔丁（英語：Anthony Wilding，1883年10月31日—1915年5月9日），新西兰男子网球运动员。他曾获得温布尔登网球锦标赛男子单打冠军、男子双打冠军。他也曾参加1912年夏季奥林匹克运动会。